# Loma Bonita, Yecapixtla
Loma Bonita är en ort i Mexiko.   Den ligger i kommunen Yecapixtla och delstaten Morelos, i den sydöstra delen av landet, 70 km söder om huvudstaden Mexico City. Loma Bonita ligger 1 411 meter över havet och antalet invånare är 533.
Terrängen runt Loma Bonita är platt västerut, men österut är den kuperad. Runt Loma Bonita är det ganska tätbefolkat, med 222 invånare per kvadratkilometer. Närmaste större samhälle är Cuautla Morelos, 2,1 km väster om Loma Bonita. Omgivningarna runt Loma Bonita är en mosaik av jordbruksmark och naturlig växtlighet.